# South Stoke, Lincolnshire
South Stoke var en civil parish fram till 1931 då den blev en del av Stoke Rochford, i grevskapet Lincolnshire, i England. Civil parish var belägen 9 km från Grantham och hade 126 invånare år 1921.